# 戴維斯嶺
戴維斯嶺（英語：Davis Ridge）是南極洲的山嶺，位於帕爾默地東部，處於傑克遜山東南面11公里，美國地質調查局在1974年繪入地圖，現時由南極條約體系管理。

## 外部連結
. . United States Geological Survey.   [2012-01-04].
71°24′S 63°0′W / 71.400°S 63.000°W